# زبيدة لعيوني
زبيدة لعيوني (مواليد 5 فبراير 1956) رياضية مغربية كانت متخصصة في رمي القرص. فازت بثماني ميداليات في بطولة أفريقيا لألعاب القوى، بما في ذلك ست ميداليات ذهبية.
رقمها القياسي المغربي هو 56.94 متر حصلت عليه في مكناس سنة 1994، ومازالت تحتفظ برقمها القياسي لحد الآن.
تعد من الأوائل الذين قدموا حصصا في التربية البدنية بالمؤسسات التعليمية المغربية.

## روابط خارجية
- زبيدة لعيوني على موقع الاتحاد الدولي لألعاب القوى (الإنجليزية)